# Condrito ordinário

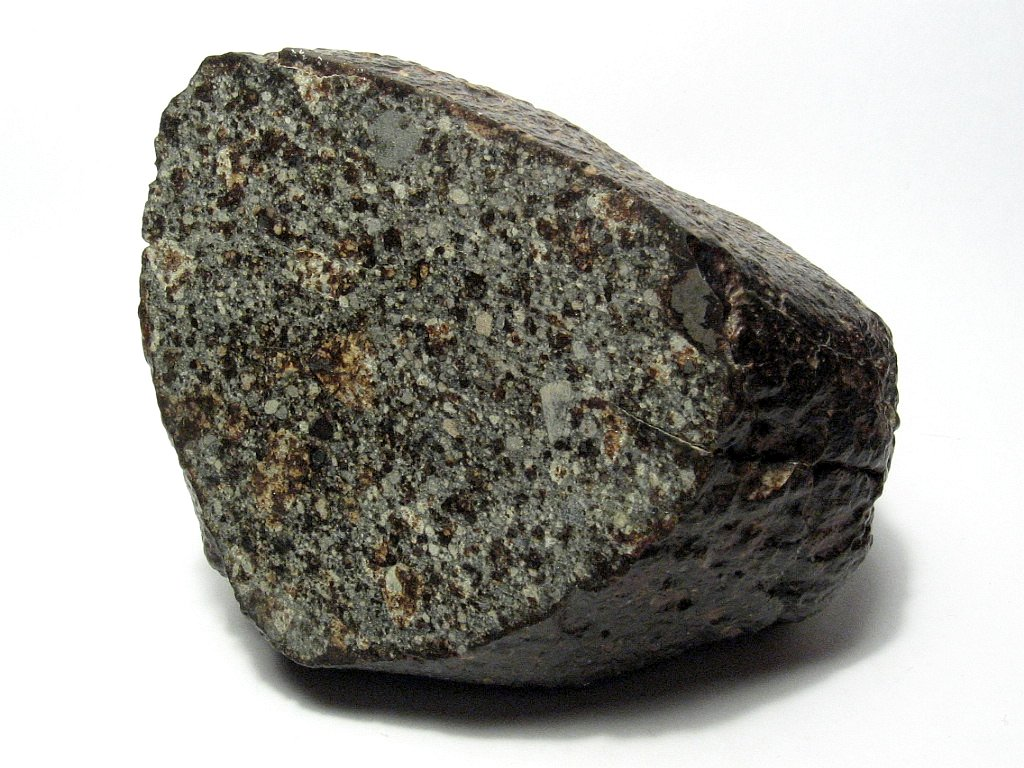
Condrito ordinário NWA 869.

Os condritos ordinários (também chamados de condritos O) são uma classe de meteoritos condritos. Eles são o tipo de condrito mais numeroso, compreendendo cerca de 87% de todos.
Os condritos ordinários compreendem três grupos distintos. Eles se diferem em quantidade de ferro, metais e óxido de ferro nos silicatos.
- Os condritos H têm muito ferro, muitos metais, mas pouco óxido de ferro nos silicatos.
- Os condritos L são os que menos tem ferro e metais, mas têm muito óxido de ferro nos silicatos.
- Os condritos LL têm pouco ferro, poucos metais, mas são os que mais tem óxido de ferro nos silicatos.